# Semiothisa armigerata
Semiothisa armigerata är en fjärilsart som beskrevs av Achille Guenée 1858. Semiothisa armigerata ingår i släktet Semiothisa och familjen mätare. Inga underarter finns listade i Catalogue of Life.